# Miho Hatori
 (août 2007).
Améliorez-le ou discutez des points à vérifier. 
Miho Hatori, née le 5 avril 1970 à Tokyo, est une artiste new-yorkaise d'origine japonaise.

## Biographie
Elle commence sa carrière artistique avec un groupe punk appelé Laito Litchee, en 1993, qu'elle fonde avec Yuka Honda. Les deux jeunes prodiges s'entendent particulièrement bien et fondent le  fameux Cibo Matto. C'est cette formation qui les rend célèbres. Elles forment d'autres groupes tels que Butter 08 avec le Jon Spencer Blues Explosion.
Elle participe à de nombreux projets dans des domaines musicaux très différents ; elle collabore notamment avec les Beastie Boys, John Zorn (et donc Dave Douglas), Medeski Martin and Wood, Smokey Hormel (guitariste de Tom Waits), Beck (avec qui elle fonde un groupe à part entière), et aussi les très populaires Gorillaz.
En 2004, Miho annonce un changement, qui se caractérise par une carrière solo. En 2006 sort l'album Ecdysis, ce qui signifie métamorphose (perte de l'exosquelette chez les arthropodes qui leur permet de grandir et de développer de nouveaux organes). On entre cette fois-ci dans une musique électronique proche de ce que pourrait faire Björk. À noter, la participation de Mike Doughty, ex leader de Soul Coughing.